# Comunidad Beth Israel
La Comunidad Beth Israel (del inglés: Beth Israel Community Center) es la primera comunidad del movimiento masortí o conservador judío en América Latina desde 1954 y la única de habla inglesa al sur de los Estados Unidos (bilingüe inglés-español).
La Comunidad Beth Israel está afiliada a la Union of Conservative Synagogues y a las Rabbinical Assembly. Se conforma por la Sinagoga Beth Israel para los servicios religiosos de Shabat y otras festividades religiosas. Cuenta también con los servicios religiosos en Shabat y las principales fiestas religiosas. Ofrece clases de judaísmo y de preparación para Bar y Bat Mitzvot, un Beth Hahaim. Cuenta con un auditorio de usos múltiples, tienda judaica, una mikve, área administrativa y un cementerio en las cercanías de la Ciudad. Tiene además un salón de fiestas donde pueden celebrarse bodas, bnei mitzvot y otras festividades. Ofrece también diversas actividades culturales y recreativas. 

Asimismo, realiza diversas actividades, como lo son clases de educación adulta continua, actividades culturales, musicales, artísticas y recreativas. La Comunidad Beth Israel o Beth Israel Community Center, está afiliada a la Union of Conservative Synagogues y a las Rabbinical Assembly.